# 中国药科大学
中国药科大学（英語：China Pharmaceutical University，缩写：CPU），简称药科大、南药，位于中华人民共和国江苏省南京市，教育部直属，名列国家211工程、985工程优势学科创新平台、双一流建设高校。现设有玄武門、江宁两个校区。

## 校史
- 1936年9月，国立药学专科学校（四年制）创校；
- 抗战时期，学校迁址汉口，复迁重庆；
- 1950年6月，学校更名为华东药学专科学校；
- 1952年11月，齐鲁大学药学系和东吴大学药学专修科并入，成立华东药学院；
- 1953年，武汉中南卫生专科学校药剂专科班并入；
- 1955年，学校开始招收研究生；
- 1956年6月，更名为南京药学院；
- 1986年10月，与南京中药学院合并，成立中国药科大学；
- 1996年，进入国家“211工程”行列；
- 2000年2月，转为教育部直属管理；
- 2001年，江苏省药科学校并入。

## 历任校长
1. 孟目的1936.9—1939.8
2. 陈思义1939.8—1945.6
3. 薛愚1945.7—1946.10
4. 孟心如1946.10—1947.10
5. 吴荣熙1947.7—1948.10
6. 管光地1949.3—1952.1
7. 盛立1949.3—1952.11（代理校务）
8. 江守默1952.11—1953.4
9. 张辅忠1953.4—1957.2
10. 孙卜菁1957.3—1958.5
11. 蒋宗鲁1958.5—1959.7
12. 汪青辰1959.9—1964.9
13. 李昌文1964.9—1973.5
14. 王心田1973.2—1978.12（革委会主任）
15. 王钧彦1978.12—1983.11
16. 尹宗靖1983.11—1988.10
17. 徐群1988.10—1997.6
18. 吴晓明1997.6—2013.1
19. 来茂德2013.1-2022.9
20. 郝海平2022.9-至今

## 现状

### 校园
学校现有南京玄武门、江宁2个校区（注：燕子矶和镇江校区均已转卖。燕子矶校区也于2009年7月前全部搬走，至此校区搬迁工作结束）。占地175.92万平方米，图书资料124.98万册（含电子图书），有11个实验教学中心。
学校现有在职教职工1462人，其中专任教师743人。专任教师中具有博士、硕士学位人员475人；中国工程院院士2人（彭司勋、王广基）；博士生导师80人，硕士生导师175人；“长江学者特聘教授”2人，“江苏特聘教授”3人，“国家级教学名师”1人，“全国模范教师”1人，“全国优秀教师”2人，“全国优秀留学回国人员先进个人”1人，“国家杰出青年科学基金”获得者4人，“百千万人才工程”国家级培养人选1人。学校教师中有21人次在教育部药学类专业教学指导委员会、中国药学会等学术团体中担任主要职务，在药学界有着广泛的影响。
现有药学、中药学2个一级学科博士点，24个博士学位授权点，29个硕士学位授权点。设有药学博士后流动站，15个学科专业可招收博士后研究人员。学校现有各类在校学生20000余人。
- 玄武门校区，江苏省南京市童家巷24号：玄武湖公园旁边，紧邻湖南路，离新街口坐地铁也仅需要5min。
- 江宁校区，江苏省南京市江宁区龙眠大道639号，邮政编码211198，在江宁大学城龙眠大道的最尽头，占地面积2439亩，学生8000余人。
- 燕子矶校区，江苏省南京市中央门外神农路1号（校址已转卖）
- 镇江校区，江苏省镇江市京岘山路61号（校址已转卖）

目前本科大一至大四的学生、高职大一至大三及部分硕士研究生在江宁校区，其余硕士、博士研究生在玄武门校区。江宁校区面积广阔，风景优美。学校现有A至E五栋教学楼，九栋实验楼，包括2018年完工的新实验大楼，新实验楼不供本科生使用。两栋食堂（共五家），宿舍A至H共8个组团（其中H为新建组团，有电梯，包含二人寝），三家超市，小商店若干。公交：目前江宁校区门口有一条公交线，即区19路。地铁：校门口即是1号线终点站：中国药科大学站。体育馆：江宁校区体育馆已于2011年投入使用。图书馆：2008年开始建设江宁校区图书馆，于2012年9月投入使用。
据新华社报导，该校目前已使用人脸识别技术，进出宿舍组团、图书馆、学校都可使用人脸识别系统。

### 院部设置
- 药学院；
- 中药学院；
- 药物科学研究院；
- 生命科学与技术学院；
- 国际医药商学院；
- 基础医学与临床药学学院；
- 马克思主义学院；
- 工学院；
- 理学院（原基础部，2012年5月改名）；
- 外国语学院；
- 生物药物学院；
- 体育部；
- 继续教育学院；
- 高等职业技术学院；
- 国际教育学院；
- 孟目的学院。

### 重点实验室
- 新药筛选中心
- 药代重点实验室
- “现代中药”教育部重点实验室
- “药物质量与安全预警”教育部重点实验室

## 学校标志

### 校名
校名“中国药科大学”，由胡耀邦题字。

### 校训与校风
国立药学专科学校时期校训为“精业济群”，后改为“严谨求实团结创新”，在2006年末七十周年校庆时，“应广大师生要求”，恢复“精业济群”的校训，后者则变成了“校风”。

### 校徽
图案为三个苯环围绕着一个人型图案。苯环意为制药方法，包围的核心是一个人，寓为以人为本制药。人形图案还像一个英文字母“Y”，是“药”字拼音的首字母，说明是“药科大学”。

### 校歌
- 国立药学专科学校校歌，歌词：

巍巍我校，屹立江东，志在起废振癃。古剂改良，新药求精，保健民族任重。济济多士，药学专攻，存心以仁，任事以成，共同继续，神农伟业，建树万世之功。
- 中国药科大学校歌《再创辉煌》，由药大人集体作词、崔新作曲。

## 名人录
1. 中医中药学家 叶桔泉 ；
2. 药物化学家彭司勋 ；
3. 中药学家 丁家宜 ；
4. 生药学家徐国钧；
5. 有机化学家袁承业；
6. 药物化学家沈家祥；
7. 植物资源与植物化学家周俊；
8. 中药生物工程专家胡之璧；
9. 药物化学家谢晶曦；
10. 生药学家和本草学家谢宗万；
11. 药物学家廖清江；
12. 药剂学家刘国杰；
13. 药物分析学家安登魁；
14. 企业家孙飘扬等。

## 公司
1993年，成立了中国药科大学科技实业（集团）总公司，下属中国药科大学制药有限公司、中国药科大学生物制药有限公司、中国药科大学医药化工研究所、中国药科大学神农生物技术公司和中国药科大学医药有限公司。公司主要生产和销售各类药物，特别是学校自主研制的药物。

## 参看
- 中华人民共和国教育部直属高等学校列表
- 211工程